# Mount Hyatt
Mount Hyatt ist ein etwa 1600 m hoher Berg im Palmerland. Er ragt 8 km nordwestlich der Schmitt Mesa im südlichen Teil der Latady Mountains auf.
Der United States Geological Survey kartierte ihn anhand eigener Vermessungen und Luftaufnahmen der United States Navy aus den Jahren von 1961 bis 1967. Das Advisory Committee on Antarctic Names benannte ihn 1968 nach Gerson Hyatt (1927–1988), der an der Errichtung der Plateau-Station beteiligt war.